# Sân bay Kasane
Sân bay Kasane là một sân bay ở Kasane, Botswana (IATA: BBK, ICAO: FBKE).  Air Botswana cung cấp dịch vụ bay theo lịch trình giữa Kasane và Gaborone vào các ngày thứ 3, thứ sáu và chủ nhật hàng tuần. Ngoài ra có một số chuyến bay thuê bao nối các vùng phụ cận khác. Sanbay này có cự ly 7 km về phía đông nam của thị xã, dọc theo tuyến đường Kisane–Kachikau.  Do nằm gần Vườn quốc gia Chobe, sân bay này chủ yếu phục vụ du khách. Phần lớn các khách sạn ở Kasane có xe đưa đón đến sân bay.

## Các hãng hàng không và tuyến bay
- Air Botswana (Gaborone)